# Plate-forme BMW UKL
La plateforme UKL (Untere Klasse), est une plateforme conçue par le Groupe BMW. Il s'agit d'une plateforme modulaire permettant d'accueillir des véhicules traction ainsi que quatre roues motrices. Les moteurs sont implantés en position transversale avant.
Cette plateforme possède deux variantes : UKL1 et UKL2. La Mini 3 a été la première voiture basée sur cette plateforme.
Par ailleurs, une troisième version de cette plateforme existe. Dénommée FAAR, elle est conçue pour recevoir des versions hybrides rechargeables ainsi que électriques.

## Modèles
| Marque | Modèle                         | Image | Années de production | Segment             |
| ------ | ------------------------------ | ----- | -------------------- | ------------------- |
| BMW    | Série 1 Sedan (F52)            |       | 2017 -               | Berline             |
| BMW    | Série 1 III (F40)              |       | 2019 -               | Compacte            |
| BMW    | Série 2 Gran Coupé (F44)       |       | 2020 -               | Coupé 4 portes      |
| BMW    | Série 2 Active Tourer (F45)    |       | 2014 - 2021          | Monospace compact   |
| BMW    | Série 2 Active Tourer II (U06) |       | 2022 -               | Monospace compact   |
| BMW    | Série 2 Gran Tourer (F46)      |       | 2015 -               | Monospace familiale |
| BMW    | X1 II (F48)                    |       | 2015 -               | SUV compact         |
| BMW    | X2 (F39)                       |       | 2018 -               | SUV compact         |
| Mini   | Mini III (F55)                 |       | 2014 -               | Citadine            |
| Mini   | Mini cabriolet III (F57)       |       | 2016 -               | Coupé cabriolet     |
| Mini   | Mini 5 portes                  |       | 2014 -               | Citadine            |
| Mini   | Mini Clubman II (F54)          |       | 2015 -               | Break               |
| Mini   | Mini Countryman II (F60)       |       | 2017 -               | SUV compact         |